# Změna je život (seriál)
Změna je život (též Život je změna, v anglickém originále Life Unexpected) je americký dramatický televizní seriál, jehož autorkou je Liz Tigelaarová. Premiérově byl vysílán v letech 2010–2011 na stanici The CW. Celkově bylo natočeno 26 dílů ve dvou řadách. Seriál sleduje příběh Lux Cassidyové, která hledá své biologické rodiče.

## Příběh
Dospívající Lux Cassidyová (Britt Robertsonová) prochází celý svůj život pěstounskými rodinami. V 16 letech se rozhodne požádat soud o uznání plnoletosti, na což však potřebuje podpisy biologických rodičů. Vydává se je tedy hledat. Jejím otcem je majitel baru Baze (Kristoffer Polaha), který bydlí v Portlandu s kamarády Mathem (Austin Basis) a Jamiem (Reggie Austin). Zatímco Baze podepisuje dokumenty, najde ke své nově nalezené dceři speciální pouto a představí jí její matku Cate (Shiri Applebyová), rozhlasovou moderátorku. Ta se rozhodne, že chce být součástí života své dcery. Soud namísto uznání plnoletosti pověří péčí o Lux její biologické rodiče.

## Obsazení

### Hlavní role
| Britt Robertsonová | Lux Cassidyová          |
| Shiri Applebyová   | Cate Cassidyová         |
| Kristoffer Polaha  | Nathaniel „Baze“ Bazile |
| Austin Basis       | Matthew „Math“ Rogers   |
| Kerr Smith         | Ryan Thomas             |

### Vedlejší role
| Ksenia Solová     | Natasha Siviacová   |
| Shaun Sipos       | Eric Daniels        |
| Emma Caulfieldová | Emma Bradshawová    |
| Reggie Austin     | Jamie               |
| Austin Butler     | Jones Mager         |
| Robin Thomas      | Jack Bazile         |
| Erin Karpluková   | Alice               |
| Rafi Gavron       | Bobby „Bug“ Guthrie |
| Lucia Waltersová  | Fern Redmundová     |

## Vysílání
| Řada | Díly | Premiéra v USA | Premiéra v USA | Premiéra v ČR   | Premiéra v ČR     |
| Řada | Díly | První díl      | Poslední díl   | První díl       | Poslední díl      |
| ---- | ---- | -------------- | -------------- | --------------- | ----------------- |
| 1    | 13   | 18. ledna 2010 | 12. dubna 2010 | 24. května 2010 | 29. června 2010   |
| 2    | 13   | 14. září 2010  | 18. ledna 2011 | 19. dubna 2011  | 12. července 2011 |

## Ocenění
| Rok  | Ocenění            | Kategorie           | Titul          | Výsledek |
| ---- | ------------------ | ------------------- | -------------- | -------- |
| 2010 | Teen Choice Awards | Průlomový TV seriál | Změna je život | nominace |